# Myszki (rejon postawski)
Myszki (biał. Мышкі; ros. Мышки) – wieś na Białorusi, w obwodzie witebskim, w rejonie postawskim, w sielsowiecie Woropajewo.

## Historia
W czasach zaborów w granicach Imperium Rosyjskiego.
W dwudziestoleciu międzywojennym wieś leżała w Polsce, w województwie wileńskim, w powiecie duniłowickim (od 1926 postawskim), w gminie Duniłowicze.
Według Powszechnego Spisu Ludności z 1921 roku zamieszkiwało tu 235 osób, 113 było wyznania rzymskokatolickiego, a 122 prawosławnego. Jednocześnie 107 mieszkańców zadeklarowali polską przynależność narodową, 127 białoruską, a 1 inną. Było tu 38 budynków mieszkalnych. W 1931 w 54 domach zamieszkiwały 262 osoby.
Miejscowość należała do parafii rzymskokatolickiej i prawosławnej w Duniłowiczach. Podlegała pod Sąd Grodzki w Duniłowiczach i Okręgowy w Wilnie; właściwy urząd pocztowy mieścił się w Duniłowiczach.